# Alice Cary
Alice Cary (Mount Healthy, Cincinnati mellett, Ohio, 1820. április 26. – New York, 1871. február 12.) amerikai liberális pacifista író és költő, a nők jogainak harcosa.

## Életének első szakasza
A család New Hampshireben élt, amíg Alice nagyapja 1802-ben ide nem költözött, egy farmot kapott, a forradalomban való részvételéért. Ő volt Robert és Elizabeth Jessup Cary negyedik gyermeke. Egy farmon nőtt fel, ahol nem járhatott rendszeresen iskolába. Az anyja tanította őt, ő pedig testvérét, Phoebe Caryt pátyolgatta. Az anyjuk beszélt történelemről, politikáról; gyakoroltatta a gyermekekkel az írást. Az apa is gyakran szavalt verseket, énekelt munka közben; így a vallási alapokat és a természet szeretetét is elsajátította.
A család rendszeresen olvasta a The Trumpet and Universalist Magazine univerzalista újságot.
1835-ben az anya meghalt, az apa pedig újranősült. Alice mostohaanyja eltiltotta a gyerekeket az írástól, mert értelmetlennek tartotta. Robert Cary új házat épített magának és az új feleségének, a régit pedig a gyermekekre bízta, így azok kikerültek a rideg mostoha szigora alól. 1837-ben a mostohaanya is meghalt; így Alice és Phoebe visszatérhetett az írói karrierhez.
Már 18 éves korában, 1838-ban egyik versét a Sentinel, a cincinnatii Univerzalista újság közölte (későbbi nevén Star of the West). Phoebe Alice segítségével kezdett verseket írni, így ugyanabban az évben, mint testvére, megjelentette egyik versét a bostoni újságban. Nem csak verseket, hanem prózai műveket is készített. Azonban ezekért nem fizettek.
20 éves korában Alice szerelmes lett, de a vőlegénye tehetős szülei nem engedélyezték a házasságot, mivel Alice nem volt gazdag és túl közönségesnek találták a családját.
Kedvenc szerzőik Rufus Wilmot Griswold, Edgar Allan Poe, Horace Greeley, John Greenleaf Whittier voltak.
1833.-ban Rhoda, az idősebb nővér tuberkulózisban meghalt; ugyan ez a betegség vitte el Lucyt, aki még csak hároméves volt. Ez meghatározó tragédia volt Alice életében. Az anya két évvel későbbi halála is fokozta az elkeseredettségét, az ő történetükből írta a The Child of Sorrow, The Sisters, My Little One. A testvérek gyakran látni vélték a kis Lucy szellemét a farmon – egy alkalommal az egyik unokaöcs is látta, aki nem is tudott Lucy létezéséről.
Elmina a legfiatalabb húg is írt verseket, de rossz egészségi állapota miatt Alice és Phoebe segítségére szorult és 1862.-ben meghalt.

## Sikerek
Alice verseit megjelentette a washingtoni National Era és a rabszolga-felszabadításért küzdő Uncle Tom's Cabin újság, amelyet Harriet Beecher Stowe irányított.
1850-ben Poems of Alice and Phoebe Carey címmel közösen jelentették meg első kötetüket. A versek úgy kétharmadát Alice írta. Nagy sikerük volt; a pénzből közösen házat vettek New York városában a 20. Utcában és a farmot maguk mögött hagyták.
A New York-i Harper's, The Atlantic Monthly rendszeresen közreadta verseit, elbeszéléseit. De gyakran vett verseket a New York Ledger, New York Weekly, és a Packard's Monthly is.
Alice sokkal termékenyebb volt, mint testvére; nem sújtották le a kemény kritikák; aktívan elkötelezett volt az elveinek védelmezésében. Liberális, reformpárti nézeteit kifejezte novelláiban, vázlataiban, verseiben. Az egyenlőség, társadalmi igazságosság iránti igény, amit már gyermekkorában elméjébe véstek, végigkísérte életét, áthatja műveit.
A házuk szalonja New York irodalmi és művészi életének fényévé vált, mindkét hölgy híres volt vendégszeretetéről. Edgar Allan Poe és számos neves irodalmi alak a testvérek rajongója lett. Horace Greeley, a New York Tribune szerkesztője Alice nagy csodálója volt és élethosszig tartó barátságot kötöttek. Annak ellenére, hogy a New York-i társadalomban szocializálódott, mindvégig félénk, önfeláldozó maradt. Az iskolázottság hiánya miatt alsóbrendűnek érezte magát, gyakran alulértékelte tehetségét. Phoebe úgy érezte, hogy Alice a tehetségesebb, ezért kiszolgálta őt.
Alice 1852-ben és 1853-ban kiadta prózai vázlatait, az úgynevezett Clovernook Papers kötetekben (Clovernook: or, Recollections of Our Neighborhood in the West, Clovernook Children). Három regény (Pictures of Country Life), több verseskötet fűződik a nevéhez:
Poems and Parodies (1854) és Poems of Faith, Hope and Love (1868). A Nearer Home című vallásos verse (A "One Sweetly Solemn Thought…" kezdetű) széles körben ismert himnusszá vált.
Phoebe inkább a házimunkát végezte, vigyázott a fizikailag gyengülő Alice-re. Teljesen egymásra voltak utalva. Mindketten küzdöttek a nők jogaiért. Phoebe részt vett a Susan B. Anthony által kiadott The Revolution c. újság szerkesztésében. Alice pedig a Sorosis női klub első elnöke lett. – a klubot az unitariánus és feminista Jane Croly indította el és az első női klub volt Amerikában. Alicenek elsősorban az egyetemes választójog kivívása volt a fő célja, de erről prózáiban nem beszélt.

## Halála, hagyatéka
Hosszú betegeskedés után 1871-ben halt meg New York-i otthonában a malária következtében végelgyengülésben. A legtöbb újság méltatta, az olvasói úgy érezték, hogy egy közeli barátot vesztettek el. Octavius Brooks Frothingham, az Unitariánus Egyház lelkésze tartotta a temetést. Phoebe ugyanabban az évben hunyt el, Alice, Phoebe és Elmina testét a Greenwood Cemetery temetőben helyezték el.
Két kötetnyi addig ismeretlen verset, egy befejezetlen regényt, a The Born Thrallt csak később adták ki.
A kritikusok szerint a műveik nem eléggé kidolgozottak; sűrűn voltak kénytelenek publikálni, hogy megélhetésüket fedezni tudják, ez lehet az oka az összecsapottabb munkának. Ennek ellenére Alice nagyon népszerűvé vált, de ma Phoebe Cary művei a kedveltebbek.
Azonban hét verse a Church of the Strangers egyház Istent dicsérő himnuszai közé is bekerült.
Bár nem vallotta magát univerzalistának, a legtöbb a szüleitől tanult doktrínát elfogadta; azonban a Jézus által tanított emberi testvériség egységében hitt, hitt egy olyan Istenben, aki a leggonoszabb bűnöket is megbocsátja.

## Kapcsolódó szócikk
- Phoebe Cary